# Décès en 1282
Décès
- 1278
- 1279
- 1280
- 1281
- 1282
- 1283
- 1284
- 1285
- 1286

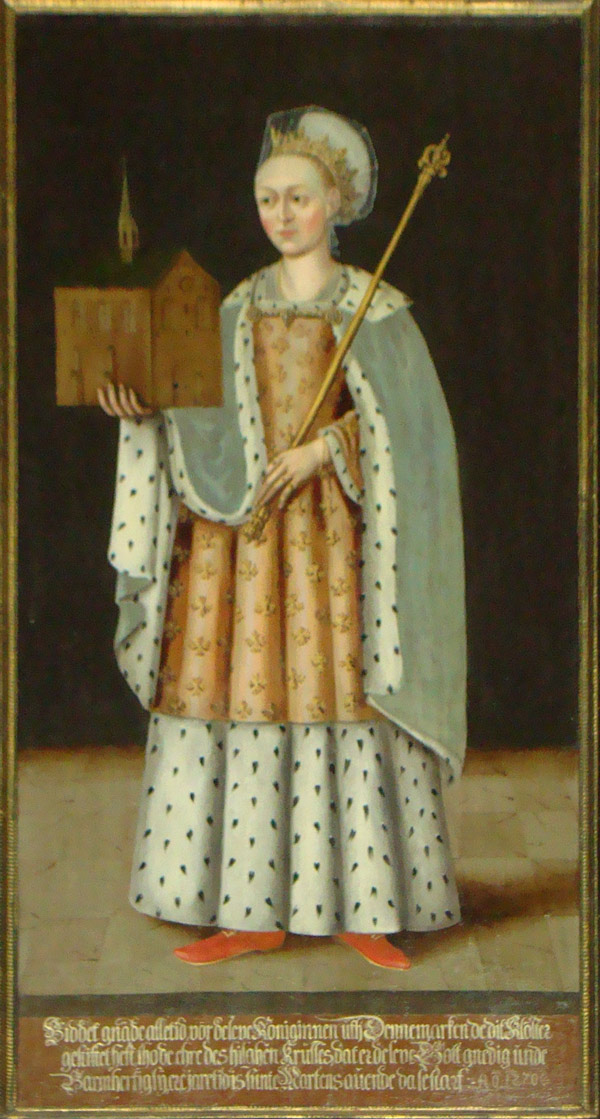
Marguerite Sambiria, morte en 1282.

Cette page dresse une liste de personnalités mortes au cours de l'année 1282 :
- 16 février : Nichiren Daishōnin, ou Nichiren Shōnin, moine bouddhiste japonais.
- mars : Agnès de Bohême, ou Agnès de Prague, religieuse de l'ordre des Pauvres Dames (Clarisses).
- 4 avril : Bernard Ayglier, moine bénédictin français devenu cardinal.
- 29 avril : Guillaume de Bray, cardinal français.
- 16 mai : Thomas III de Piémont, ou Thomas III de Savoie, seigneur de Piémont.
- 19 juin : Éléonore de Montfort, fille de Simon de Montfort et femme de Llywelyn le Dernier.
- 19 août : Hartmann von Heldrungen, 11e grand maître de l'ordre Teutonique.
- 13 octobre : Nichiren, alias Zennichimaro ou encore Zeshôbô Renchô, fondateur de l'école de bouddhisme japonaise qui porte son nom
- 25 août : Thomas de Cantilupe, prélat et saint anglais.
- 4 septembre : Jean Ier de Viennois, dauphin de Viennois, comtes d’Albon, de Grenoble, d’Oisans, de Briançon et d’Embrun.
- 26 octobre : Roger Mortimer, important baron anglais des marches du pays de Galles, corégent du Royaume d'Angleterre à la mort d'Henri III d'Angleterre.
- 30 octobre : Ibn Khallikan, historien de littérature damascène[1].
- 9/10 novembre : Valdemar de Mecklembourg-Rostock, membre de la maison de Mecklembourg, seigneur de Rostock.
- décembre : Georges Acropolite, historien et diplomate byzantin.
- 8 décembre : Frédéric de Montalban, 28e évêque de Freising et 1er Comte de l'Ötztal.
- 11 décembre :
  - Michel VIII Paléologue, empereur byzantin associé[2].
  - Llywelyn le Dernier, dernier grand roi du Pays de Galles avant l'occupation anglaise.

- Abaqa, ilkhan de Perse.
- Isabelle d'Ibelin, dame de Beyrouth (1264-1282), reine de Chypre.
- Robert IV de Dreux, comte de Dreux et de Braine.
- Othon de Grasse, évêque de Gap.
- Ingrid de Skanninge, religieuse dominicaine et sainte de l'Église catholique romaine.
- Maurice de Trézéguidy, Maurice de Térdily, évêque de Rennes.
- Ibn Khallikân, ou Shams ad-Dîn Abû l-‘Abbâs Aḥmad ibn Muḥammad ibn Ibrâhîm ibn Khallikân, juriste musulman kurde ou arabe.
- Owain le Rouge, prince gallois, rival malheureux de Llywelyn le Dernier, longtemps emprisonné par ce dernier.
- Philippe Mouskes, auteur d'une Chronique rimée qui retrace l'histoire des Francs et de la France.
- Raoul II Sores, seigneur d'Estrée, maréchal de France.
- Robert II, dauphin d'Auvergne et comte de Clermont.
- Marguerite Sambiria, Margrethe Sambiria, ou Sambirsdatter en danois, surnommée Margrethe Sprænghest (cheval éclatant), reine consort puis régente de Danemark.
- Traidenis, grand-duc de Lituanie à partir de 1269 jusqu'à 1282 et duc de Kernavė.
- Wen Tianxiang, duc de Xinguo, est un homme politique et écrivain chinois de la dynastie Song.

## Crédit d'auteurs
- Cet article est partiellement ou en totalité issu de l'article intitulé « 1282 » (voir la liste des auteurs).